# Oliver Sorg
Oliver Sorg (ur. 29 maja 1990 w Engen) – niemiecki piłkarz występujący na pozycji obrońcy. Od 2020 jest zawodnikiem klubu 1. FC Nürnberg. Wcześniej grał w SC Freiburg.
W rozgrywkach Bundesligi zadebiutował 21 stycznia 2012 roku w meczu przeciwko FC Augsburg (1:0).